# Festival du film gay et lesbien de Londres

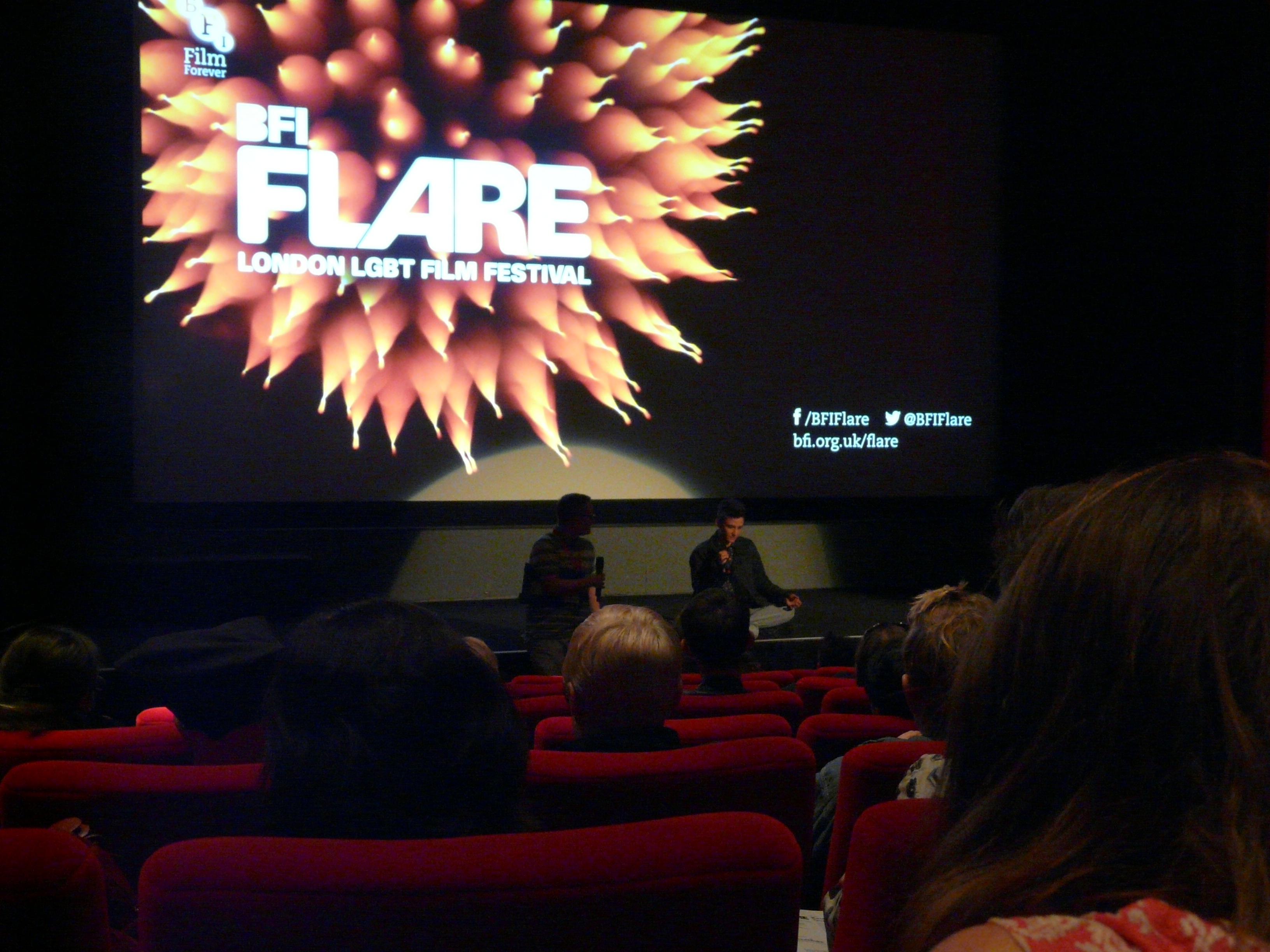
Sam Feder à la projection BFI Flare de "Kate Bornstein is a Queer and Pleasant Danger"

Le Festival du film gay et lesbien de Londres (en anglais : London Lesbian and Gay Film Festival) est un festival de cinéma qui a lieu tous les printemps à Londres. Il a débuté avec la présentation de films à thématique homosexuelle au National Film Theatre en 1986 et 1987, sous le titre de « Gay's Own Pictures » ; puis il a été renommé selon son titre actuel en 1988. Le festival durait deux semaines, mais a été raccourci à une semaine en 2011, puis il a été programmé à dix jours en 2012 pour 21 224 spectateurs.
Le festival est organisé et géré par le British Film Institute, et les projections ont lieu au BFI Southbank. Une sélection des films et des courts-métrages présentés au festival sont ensuite projetés en tournée en Grande-Bretagne.
En 2014, le festival change de nom pour devenir BFI Flare : London LGBT Film Festival.